# Liste der Kinos in Berlin-Tiergarten
Die Liste der Kinos in Berlin-Tiergarten gibt eine Übersicht aller Kinos, die im heutigen Berliner Ortsteil Tiergarten existiert haben und noch existieren. Die Liste wurde nach Angaben aus den Recherchen im Kino-Wiki aufgebaut und mit Zusammenhängen der Berliner Kinogeschichte aus weiteren historischen und aktuellen Bezügen verknüpft. Sie spiegelt den Stand der in Berlin jemals vorhanden gewesenen Filmvorführeinrichtungen als auch die Situation im Januar 2020 wider. Danach gibt es in Berlin 92 Spielstätten, was Platz eins in Deutschland bedeutet, gefolgt von München (38), Hamburg (28), Dresden (18) sowie Köln und Stuttgart (je 17). 
Gleichzeitig ist diese Zusammenstellung ein Teil der Listen aller Berliner Kinos und der Ortsteillisten.
| Name/Lage                                                | Adresse                                 | Bestand   | Beschreibung |
| -------------------------------------------------------- | --------------------------------------- | --------- | --- |
| Aladin & Camera (Kino für Jedermann) (Lage)              | Potsdamer Platz 1 (Potsdamer Straße 10) | 1931–1961 | Das Kino wurde 1931 im Erdgeschoss des Vox-Hauses eingerichtet, als dieses für den Rundfunk nicht mehr benötigt wurde. Im Zuge der Umnummerierung der Straße erhielt das Gebäude ab 1937 die Hausnummer 10. Heute entspricht dies der Adresse Potsdamer Platz 1. Im Zweiten Weltkrieg wurde das Haus beschädigt, schon 1948 eröffneten die Camera-Lichtspiele, die aufgrund der Nachfrage als Grenzkino 1951 um das Aladin ergänzt wurden. Mit dem Mauerbau schlossen am 14. August 1961 beide Kinos wegen Zuschauermangel. 1971 wurden die Reste des Vox-Hauses gesprengt und abgetragen. Im Zuge der Neugestaltung des Potsdamer Platzes wurde dort nach der politischen Wende der Kollhoff-Tower errichtet. Friedrich Wilhelm Foss betrieb in Berlin-Mitte in Ost-Berlin das Kino Aladin bis zu seiner Enteignung 1951. Weil er im Westteil der Stadt sein Grenzkino Camera betrieb und dafür Werbung im Osten machte, drohte ihm im Osten seine Verhaftung. Er zog deshalb nach Zehlendorf im Westteil Berlins. 1951 eröffnete er das neue Aladin-Kino neben der Camera und betrieb so ein Zwillingskino. |
| Arsenal (Lage)                                           | Potsdamer Straße 2 (Sony-Center)        | seit 2000 | Das Arsenal-Kino befindet sich nach Umzug seit Juni 2000 im Untergeschoss des Filmhauses am Sony-Center Potsdamer Platz. Es verfügt in zwei Sälen über 236+75 Plätze. Der 1963 gegründete Verein Freunde der Deutschen Kinemathek eröffnete am 3. Januar 1970 das erste feste Kino Arsenal in der Welserstraße, nachdem zuvor Veranstaltungen in diversen anderen Räumen durchgeführt wurden. Zusammen mit dem Eiszeit-Kino und anderen Spielstätten wurde das Super-8-Filmfestival „Interfilm Berlin“ veranstaltet; von 1985 bis 1989 veranstalteten die „Freunde“ zusammen mit dem Verein „Filmhaus Berlin“ das Europäische Kurzfilmfestival. Im Juni 2000 zog das Kino Arsenal ins neue Filmhaus am Potsdamer Platz um. |
| Atlantik-Lichtspiele (Ortrud-Wagner-Theater) (Lage)      | Potsdamer Straße 80 (31a)               | 1907–1943 | 1907 wurde ein Kinematographentheater in der Potsdamer Straße 31a eröffnet, das um 1920 als Ortrud-Wagner-Theater bekannt war. Nach kurzer Schließzeit eröffneten dort 1925 die Atlantic-Theater-Lichtspiele. 1937 erhielt das Haus bei neuer Hausnummernvergabe die Hausnummer 80. Der Kinosaal wurde im Krieg zerstört, aktuell befindet sich dort ein Nachkriegsbau. |
| Berlinale-Palast (Lage)                                  | Marlene-Dietrich-Platz 1                | seit 2000 | Der Berlinale Palast am Potsdamer Platz befindet sich im Musical-Theater Stage Theater am Potsdamer Platz. Jährlich zur Berlinale verwandelt er sich für zwei Wochen in die Spielstätte für die Filmpremieren. Auch die Eröffnungsfeier und die Vergabe der offiziellen Preise finden im Berlinale-Palast statt. Der Saal verfügt über 1600 Sitzplätze und eine Leinwand der Größe 17,6 m × 8,0 m. Das Musicaltheater wurde am 5. Juni 1999 eröffnet. Seit der Berlinale im Jahr 2000 ist das Musicaltheater Hauptspielort der Berlinale. Zuvor war die Hauptspielstätte der Zoo-Palast in Charlottenburg. Seitdem heißt das Theater „Berlinale Palast“. |
| Camera-Tageslichtspiele (Lage)                           | Potsdamer Platz 1 (Potsdamer Straße 10) | 1948–1961 | Friedrich Wilhelm Foss betrieb in Berlin-Mitte (Ost-Berlin) das Kino Aladin bis zu seiner Enteignung 1951. Weil er im Westteil der Stadt sein Grenzkino Camera betrieb und dafür Werbung im Osten machte, drohte ihm in Ost-Berlin seine Verhaftung. Er zog deshalb nach Zehlendorf im Westteil Berlins. 1951 eröffnete er das neue Aladin-Kino neben der Camera und betrieb so ein Zwillingskino, sozusagen ein Vorläufer des Multiplex-Kinos. |
| Cinemaxx (Lage)                                          | Potsdamer Straße 5                      | seit 1998 | Das Cinemaxx am Potsdamer Platz wurde am 2. September 1998 eröffnet, es gehört zur gleichnamigen CinemaxX Holdings GmbH. Im Multiplex stehen 19 Kinosäle mit 3539 Plätzen zur Verfügung. Es ist eine der Spielstätten der Berlinale. |
| Cinestar Event-Kino (IMAX Potsdamer Platz) (Lage)        | Potsdamer Straße 4 (Sony-Center)        | seit 2000 | Das IMAX-Kino wurde am 20. Januar 2000 im Sony-Center am Potsdamer Platz eröffnet, im Jahr 2011 zum Cinestar Event-Kino umgebaut und als Premierenkino genutzt. Nach diesen Umbauten verfügt der Saal nunmehr über 350 Plätze statt vorher 537 und eine 300 m²-Leinwand. Im Juni 2013 wurde dieser Saal wieder als IMAX-Kino hergerichtet. Das Kino befindet sich im oberen Teil des Kinobaus, im Untergeschoss das „CineStar Original im Sony Center“. Vom 4. bis zum 28. Oktober 2015 war der IMAX-Saal geschlossen um einen IMAX-Laserprojektor zu installieren. Eröffnet wurde der umgerüstete Kinosaal am 29. Oktober mit The Walk, dem am 5. November 2015 die Premiere von Spectre folgte. |
| Cinestar Sony Center (Lage)                              | Potsdamer Straße 4                      | seit 2000 | Das Cinestar im Sony-Center wurde am 20. Januar 2000 im Untergeschoss des Kinokomplexes als Multiplex eröffnet und verfügt in acht Sälen über 2159 Plätze. Es ist eine der Spielstätten der Berlinale. Über denselben Eingang erreicht man auch das IMAX-Kino, das von Mai 2011 bis Mai 2013 nach Umbauten „Cinestar Event Cinema“ hieß. |
| Discovery Channel IMAX (Lage)                            | Marlene-Dietrich-Platz 4                | 1998–2006 | Am 2. Oktober 1998 eröffnete das „Discovery Channel IMAX-Theater Berlin“ am Marlene Dietrich Platz als erstes IMAX-Kino Berlins. Am 31. Juli 2006 schloss der Betreiber, die Big Screen Cinema GmbH, das Kino wieder. Der Saal verfügte über 440 Sitzplätze, es gab Vorstellungen in 2D und 3D. Das Kino wurde anschließend zum Musicaltheater „BlueMax Theater“ umgebaut, in dem aktuell die Blue Man Group gastiert. |
| Freilichtkino im Tiergarten (Lage)                       | Lichtensteinallee 2                     | 1958–1958 | Das Haus Birkenbusch befand sich am Neuen See in der Lichtensteinallee 2 und wird heute als „Café am Neuen See“ betrieben. Das Freiluftkino befand sich in dessen Biergarten und existierte vermutlich nur 1958. „Den Berlinern, die während der Sommerferien nicht ihre Stadt verlassen haben, wurde im Tiergarten eine neue filmische Erholungsstätte geschenkt. Das Café Haus Birkenbusch hat ein Freilichtkino eingerichtet, in dem man es sich auf Liegestühlen bequem machen kann. Am Eröffnungsabend sang der ‚Große Caruso‘ Mario Lanza von der 16 Meter breiten und acht Meter hohen Leinwand. Daß man, um heute Filmtheaterbesitzer zu sein und zu werden, hart im Nehmen sein muß, hat Birkenbusch-Chef Hellmuth Krüger, ein Flüchtling aus dem Osten, bewiesen. Gegen den monatelangen Widerstand der Behörden gelang es ihm, pünktlich sein Haus, bzw. seinen Garten zu eröffnen. Dreimal wöchentlich wird hier gespielt. Da das Freilichtkino sonnabends und sonntags geschlossen bleibt, ist keine Konkurrenz für die anderen Lichtspielhäuser des Bezirks zu befürchten.“ (aus: Der neue Film 65/1958) |
| Kammerlichtspiele im Haus Vaterland (Lage)               | Köthener Straße 1–5                     | 1912–1943 | 1911–1912 Erbauung des Geschäftshauses „Haus Potsdam“ (später: „Haus Vaterland“) von Franz Schwechten mit einem Kinematographentheater; 1198 Plätze (886 Parkett, 312 Rang), Bauherr „Berliner Bank für Handel und Grundbesitz AG“, 1922–1923 kleinerer Umbau durch Johann Emil Schaudt, 1928–1929 Umbau durch Carl Stahl-Urach; 1415 Plätze (1000 Parkett, 415 Rang). Im Zweiten Weltkrieg wurde das Gebäude ab 1943 zerstört und die Ruine 1976 abgebrochen. Der Kinosaal wurde 1912 im hinteren Teil des neu erbauten Gebäudes eingerichtet, er erstreckte sich über das 1. und 2. Obergeschoss. „Das Erdgeschoß, das 1. Obergeschoß und die Hälfte des II. Obergeschosses werden von einem Café und einem Kino-Theater eingenommen, welche beide ihre gesonderten Eingänge haben. Die Zugänge zum Kino-Theater liegen getrennt von allen sonstigen Eingängen in der Köthener-Straße und in dem an dem Potsdamer-Platz gelegenen Hof; sie führen im Erdgeschoß in eine geräumige, mit Garderoben versehene Halle, an die sich ein vornehmes Foyer mit Restaurationsbetrieb anschließt. Der über der Halle und dem Foyer im 1. Ober-Geschoß sich ergebende Raum nimmt das Parkett des Kino-Theaters auf, dessen Fußboden in seinem vorderen Teil bis auf 17 m von der Bildwand ab wagrecht liegt und dann bis zur Rückwand um 0,82 m ansteigt. Das Kino faßt im Parkett 886 und auf dem Rang 312, zusammen also 1198 Besucher. Durch die Anordnung von 5 genieteten Bügelträgern, welche von der Frontwand in der Köthener Straße bis zur Frontwand des Hofes reichen, ist für das Kino ein stützenfreier Raum geschaffen worden. Die Unterkante der Wandfläche für die Aufnahme des Bildes liegt 3 m über dem Fußboden und gestattet die Anordnung des verlangten kleinen Orchesters. Für die Darstellung des Bildes ist eine Fläche von 6m Breite und 5,55 m Höhe verfügbar. Zur Steigerung der Wirkung ist die Bildfläche etwas vertieft und mit einer breiten schwarzen Sammet-Umrahmung versehen worden.“ (aus: Deutsche Bauzeitung, 12. Juni 1912) 1927/1928 erfuhr der Kinosaal einen großen Umbau durch Carl Stahl-Urach, als auch das Haus Vaterland zur Großgaststätte umgebaut wurde. Dabei wurde der Kinosaal vom 1./2. Obergeschoss in die drei Etagen vom 1. Obergeschoss bis ins Kellergeschoss verlegt. (Die Stahlbauweise machte es möglich, neue Decken einzuziehen) Die Sitzplatzanzahl erhöhte sich dabei von 1200 auf 1400. „Der Theaterraum mit 1000 Parkett- und 400 Rangplätzen ist gegen die Bühne halbkreisförmig abgerundet. Über die Wände und die Brüstung des Ranges erstrecken sich kastenförmige Bänder. In diesen sind 5000 Lampen in vierfarbigem Wechsel installiert, die auf der Wandbespannung eine buntfarbige Stimmung erzeugen. Der Zuschauerraum ist in seiner architektonischen Innenausstattung und in der Farbgebung gut abgestimmt. Auf der Bühne, vor der sich ein Orchester befindet, können auch Aufführungen stattfinden. Die elektrisch betriebenen Vorhänge und die nach oben zu ziehende Bildwand können von der Bühne und vom Vorführerraum bedient werden. Im Vorführerraum selbst sind zwei Projektionsapparate und die Lichtorgel für die Zuschauerraumbeleuchtung eingebaut. Fußboden siegellackroter Velours. Wände hellgelber Tizianplüsch. Decke Silber plattiert, Lichtbänder, Orgel- und Lüftungsgitter vernickeltes Messingblech. Gestühl vergoldetes Holz mit roten Ripsbezügen.“ (aus: Deutsche Bauzeitung, 11. Mai 1929) |
| Kino im Quartier Latin (BTL-Lichtspiele, Biophon) (Lage) | Potsdamer Straße 96 (ehemals: 38)       | 1913–1992 | Das Kino wurde 1913 in der Potsdamer Straße 38 zwischen dem Victoria-Lyzeum und der St. Matthias-Kirche (heute St. Jacob-Kirche) eröffnet, 1937 wurde die Hausnummer in 96 geändert. Vor dem Mauerbau waren die B.T.L.-Lichtspiele ein Grenzkino. Nach der Schließung des Kinos Ende der 1960er Jahre wurde der Saal von 1970 bis 1989 als Konzertsaal „Quartier Latin“ genutzt. Von 1990 bis 1992 soll der Saal dann nochmals als „Kino im Quartier Latin“ betrieben worden sein. Seit 1992 nutzt das Varieté Wintergarten die Räume. |
| Lützow-Palast (Lage)                                     | Lützowstraße 111/112                    | 1929–1930 | Der Lützow-Palast befand sich in der Lützowstraße / Ecke Flottwellstraße in der Nähe des damaligen Potsdamer Güterbahnhofs. Er wurde im Dezember 1929 als Stummfilmkino eröffnet, die Musik kam vom Orchester des Phoebus-Palastes (Kinoroutinier Alexander Schirmann siedelte mit seinen Musikern vom Phoebus-Palast in den Lützow-Palast um). Geführt wurde das Haus anscheinend vom Theaterdirektor Fred Engländer, der zuvor und danach in Berlin-Mitte Kinos führte. Begleitend zum Film gab es Varietévorstellungen. Bereits 1930 wurde der Kinobetrieb eingestellt, in den Kinoadressbüchern wird der Lützow-Palast nicht mal erwähnt. Das Gebäude ist nicht erhalten. Eingerichtet wurde das Kino 1929 im sogenannten Theater in der Lützowstraße (Lützow-Theater, Lützowstraße 111/112), wo sich zuvor die Victoria-Brauerei mit Restaurant und Festsälen befand. Gotthard Schierse hatte 1921 Räume der ehemaligen Viktoria-Brauerei in der Lützowstraße zu einem Kammermusikhaus umbauen lassen. Neben dem Schwechten-Saal (807 Plätze) konnte der Brahms-Saal (221 Plätze) für Konzerte gemietet werden, nach der Inflationszeit wurden die Säle unter den Namen „Theater in der Lützowstraße“ (großer Saal) und „Kammer-Oper“ (kleiner Saal) von Schierse bis 1927 geleitet. |
| P.P.P., Primus-Palast (Lage)                             | Potsdamer Straße 38 (ehemals: 19)       | 1922–1938 | Der Primus-Palast wurde 1922 in der Potsdamer Straße 19 / Ecke Margarethenstraße 9 eröffnet. 1937 änderte sich die Hausnummer in Nr. 38. Das Haus wurde bereits ab April 1938 im Zuge der Umgestaltung des Areals abgerissen. Als Bestandteil der Welthauptstadt Germania entstand dort der Rohbau des Hauses des Fremdenverkehrs, der 1962 abgerissen wurde. Heute befindet sich dort die Staatsbibliothek, die von 1967 bis 1978 nach Plänen des Architekten Hans Scharoun errichtet wurde. |
| Universum (Lage)                                         | Potsdamer Straße 30 (ehemals: 14)       | 1911–1921 | Das Grundstück Potsdamer Straße 14 (ab 1937: Nr. 30) wurde überbaut, hier befindet sich heute die Einmündung der Eichhornstraße in den Marlene-Dietrich-Platz. Das Kino dort soll von 1911 bis 1921 bestanden haben. |
| Viktoria-Lichtspiele (Lage)                              | Potsdamer Straße 95 (ehemals: 108)      | 1910–1921 | Das Kino bestand von ca. 1910 bis 1921. Die Adresse lautet seit der Umnummerierung 1937 Potsdamer Straße 95. Dort befindet sich aktuell ein Nachkriegsbau. Die Besitzer des Kinos waren laut Recherche von Kino Wiki: 1911 ist Moritz Wall Inhaber des Victoria-Theaters, 1913 folgt A. Bloch. 1917 als Viktoria-Lichtspiele ist F. Hirschmann, 1919 dann A. Sautz der Inhaber. Karl Ehlert der das Kino 1920 übernahm gab schließlich den Betrieb 1921 auf, als er in Schöneberg in der Kolonnenstraße 5/6 das „Colonna“ übernahm, das wohl von den Erben verkauft wurde. |